# Сімдесят два градуси нижче нуля
«Сімдесят два градуси нижче нуля» (рос. «Семьдесят два градуса ниже нуля») — радянський художній фільм, знятий в 1976 році режисерами Сергієм Даниліним і Євгеном Татарським. Цей героїко-пригодницький фільм знятий за мотивами однойменної повісті Володимира Саніна.

## Сюжет
Антарктичній станції «Восток» загрожує консервація через нестачу палива. Загін добровольців викликається відвезти туди паливо, але це ускладнено тим, що час втрачено, скоро в Антарктиді почнеться «полярна осінь» — березневі морози. Ніхто ще не йшов цим шляхом в такий час, коли температура опускається нижче 71 градусів за Цельсієм, і замерзає звичайне паливо.
Керівник загону Іван Гаврилов, переживаючи за долю станції, викликається зі своїм загоном довезти паливо зі станції «Мирний» на станцію «Восток». Переконаний, що Синіцин, технік станції «Мирний», підготував «зимове» паливо для їх поїзда, вони відправляються за півтори тисячі кілометрів до станції «Восток». Дорогу назад належить зробити в найхолоднішу пору року в Антарктиді — березень, квітень. Керівництво дозволяє загону евакуацію на літаку, залишивши техніку. Дозволом скористався тільки штурман Попов. Сподіваючись на те, що при температурі «всього» мінус 60 градусів, без нічого, вони дійдуть без пригод, інші полярники почали важкий похід до станції «Мирний».
В дорозі з'ясовується, що паливо не було підготовлено, при температурі мінус 72 градусів воно замерзає, і його доводиться розігрівати на вогнищах. Розлите раніше гаряче масло замерзає на полозах саней і їх не зрушити з місця. Доводиться розігрівати полози, зчищати масло. Потім згорає харчоблок з запасами їжі, сигарет, сигнальних ракет. Ламається всюдихід Гаврилова. Він йшов замикаючим. Сигнал нічим подати. Немає ракети. Якщо його не помітять, через двадцять хвилин він замерзне.
Дійшовши майже до самої станції, санно-гусеничний поїзд опиняється в тупику — без штурмана Попова, який злякався, пішов із загону і повернувся на станцію «Мирний» на літаку, їм не знайти «ворота», через які поїзд може знайти дорогу. Йдучи ж навмання, поїзд напевно загине, провалившись в одну з льодових тріщин, якими багата прибережна смуга.
Тим часом штурман Попов, нарешті, розуміє, що своїм дезертирством він прирік товаришів на вірну смерть. Порушуючи всі накази начальства, він веде зі станції єдиний наявний всюдихід, вперше за всю історію поодинці піднімаючись на купол Антарктиди. Наїхавши гусеницею всюдихода на тріщину і не маючи можливості їхати далі, штурман продовжує шлях пішки. Обморожений і втомлений, Попов все ж добирається до воріт, а потім випускає в небо всі наявні у нього ракети, давши товаришам сигнал і викупивши свою провину. Полярники Гаврилова, отримавши знаючого штурмана, благополучно добираються до станції «Мирний».

## У ролях
- Микола Крючков —  Іван Гаврилов, керівник загону
- Олександр Абдулов —  Льонька Савостіков
- Валерій Козинець —  Олексій Антонов
- Олег Корчиков —  Василь Комов
- Юрій Демич —  Валерій Нікітін
- Михайло Кононов —  Тошка Жмуркін
- Микола Боярський —  Синіцин
- Олег Янковський —  Сергій Попов, штурман
- Сергій Іванов —  Петя Задирако, кухар
- Анатолій Соловйов —  Макаров, начальник експедиції
- Гелій Сисоєв —  Коля, радист
- Михайло Матвєєв —  Гнат Мазур
- Лариса Лужина —  дружина Івана Гаврилова

## Знімальна група
- Автори сценарію:  Володимир Санін,  Зіновій Юр'єв
- Режисери:  Сергій Данилін,  Євген Татарський
- Оператор:  Володимир Ільїн
- Композитор:  Микола Мартинов
- Звукооператор:  Гаррі Бєлєнький